# Lions and Tigers and Bears
Lions and Tigers and Bears è il quarto album in studio del gruppo rock irlandese The Adventures, pubblicato nel 1993.

## Tracce
Tutti i brani sono stati scritti da Pat Gribben, tranne dove indicato.
1. Monday Monday (John Phillips) - 4:19
2. Marianne (Pat Gribben, Serge Gainsbourg) - 5:31
3. Raining All Over the World - 4:26
4. Come the Day - 4:08
5. I Don't Want to Play This Game - 4:03
6. The Only World I Know - 4:36
7. This Crazy Heart - 5:05
8. Impossible You - 2:21
9. I Really Don't Mind - 4:11
10. Here It Comes Again - 4:13
11. Too Late for Heaven - 3:50
12. Say I'm Sorry - 4:04
13. Perfect Day - 5:14